# X戰警：最後戰役
《X戰警：最後戰役》（英語：X-Men: The Last Stand）是一部於2006年上映的美國超級英雄電影，改編自漫威漫畫旗下的超級英雄團體X戰警的故事，本片是2003年電影《X戰警2》的續集，亦是X戰警電影系列的第三部電影作品，本片由布萊特·瑞納執導，取代忙於拍攝《超人再起》的前兩作的導演布萊恩·辛格，由賽門·金柏格和塞克·潘撰寫劇本，並由休·傑克曼、派崔克·史都華、伊恩·麥克連、芳姬·詹森、詹姆斯·馬斯登、安娜·派昆、荷莉·貝瑞、蕾貝卡·羅梅恩、尚恩·艾希摩和艾倫·史丹佛主演。
本片的主軸圍繞在「變種人治療」，導致變種人聯盟與人類的戰爭，以及前作已死的琴·葛雷，如今復活重生為火鳳凰。本片改編自兩則《X戰警》漫畫故事，先於2006年5月25日在香港上映，然後在2006年5月26日在北美地區首映，儘管影迷的口碑和評價不佳，但仍創下了可觀的票房。開影當日即開出4,550萬美元票房，成為影史上第四高，而周末票房高達1.3億美元，成為當年影史上第五高票房紀錄。

## 劇情
1986年，查爾斯·賽維爾與艾瑞克·藍歇爾共同來到郊區一所住家，會面心電感應能力深不可測的小女孩琴·葛雷，兩人懼怕她將來會危害世界，將她的能力暫時控制下來後收納進查爾斯的學校中。十年後，知名企業家之子華倫·沃辛頓三世的背部長出一對羽毛翅膀，其父為了幫兒子擺脫變種人的命運以繼承家業，透過一位變種男孩吉米體內的基因組，花費十年的時間研究出一種能夠抵制變種基因的「解藥」，呼籲所有希望能恢復成人類的變種人前來注射。現時成年的華倫雖然準備好注射解藥，但他在最後一刻決定不受父親約束，張開翅膀自由飛翔離去。
解藥在變種人群體中引發兩極化爭議；一小部分人選擇注射解藥得以回去家人身邊，當中包含至今都無法觸碰任何人的小淘氣；但絕大部分人認為解藥會導致變種人就此滅絕，領導變種人兄弟會的艾瑞克也準備抗擊解藥。在選擇投靠他的火人幫助下，艾瑞克招募女變種人卡莉斯托以及她帶領的欧米伽幫成員，劫下運送魔形女的囚車，其因為試圖找出吉米的位置而被俘。艾瑞克同時釋出囚車中的兩名強大變種人紅坦克與分身人，但魔形女為艾瑞克擋下警衛發射的解藥針武器而失去能力、恢復成人類，艾瑞克便就此遺棄魔形女。
史考特·桑瑪斯至今仍因失去琴·葛雷而痛不欲生，他近期感覺到琴正在用心電感應來交談，便立刻回到她當初犧牲的阿爾克萊湖邊。本已死去的琴卻出現在他面前，史考特走上前擁抱她的一瞬間，琴卻隨著情緒變動而能力失控，不慎將史考特以粉碎方式誤殺。探測到危機的查爾斯讓羅根和暴風女前去湖邊調查，他們只找到史考特的眼鏡和昏迷的琴。兩人緊急將她送回宅邸後，查爾斯坦白琴體內的黑暗內在人格以及深不可測的鳳凰之力，認為琴當初犧牲的同時將能力完全釋放出來。羅根一直心儀著琴而陪在她身邊直到清醒，卻發現她已經不是原來的她，甚至得知她殺死史考特，琴擊昏羅根後逃回她的老家。
艾瑞克得知琴已經釋出能力後，認為她能助他們一臂之力而試圖收納她，但查爾斯、羅根和暴風女也同時趕到。當查爾斯試圖抑制住琴的能力時，卻因為艾瑞克的挑撥離間而使得琴被激怒，無法匹敵她的查爾斯最終被琴連同房子一同粉碎。艾瑞克將琴帶走後全軍撤退，羅根和暴風女發現查爾斯不見人影後，認為他已經喪生而絕望痛哭。查爾斯的死讓所有X戰警與學生們感到悲痛，小淘氣注意到她的男友冰人與另一名女學生幻影貓走的很近，受悲傷與嫉妒驅使下決定前去注射解藥。火人摧毀其中一處解藥注射站點後，艾瑞克用直播呼籲所有變種人自行選擇陣營；使大部分反解藥的變種人集體加入兄弟會。
不甘心遭遺棄的魔形女向美國政府透漏艾瑞克位於紅木森林中的營地，但政府派軍隊前去後卻中計。艾瑞克得知吉米被關在位於舊金山阿爾卡特拉斯島的實驗室中後，帶領兄弟會全員撐起整座金門大橋侵略島嶼。羅根帶領剩餘的X戰警們，包括和查爾斯處於友好關係的漢克·麥考伊、以及前來投靠的華倫，開始盡全力抗擊艾瑞克的軍團。暴風女用高壓電擊敗卡莉斯托，而火人與冰人在一場冰對火的鬥爭中最終落敗。幻影猫靠穿牆進入實驗室中救走吉米，獨自打敗紅坦克。在樓頂，華倫看到他的父親即將被幾名變種人扔下樓後，飛過去營救父親一命。野獸在羅根的協助下趁機對艾瑞克注射超過五針的解藥，使他瞬間喪失能力。然而當軍方前來介入時，琴感受到威脅而開始力量暴走，開始粉碎周圍的一切，無以為繼的艾瑞克只能與其他人溜之大吉。
羅根盡全力走向琴，而琴一度恢復意識後希望羅根能使她解脫，而羅根只好忍痛用金剛爪刺死琴，終結她體內的鳳凰之力。災難過後，查爾斯、史考特和琴都被立下紀念碑，暴風女接替變種人學校的校長職位，收納吉米等其他變種人小孩。野獸因為這次壯舉而從政客被推選成為新聯合國外交大使，讓變種人的權利暫時保住。小淘氣回到學校表示她已經注射解藥，即便冰人對此感到失望。喪失能力的艾瑞克獨自坐在一盤棋前，試圖用手移動一下金屬棋子時，棋子奇跡般地微動一下；暗示解藥的作用疑似僅是暫時性，更是證明所有接受解藥的變種人在未來都有可能恢復能力。
與此同時，一位名叫莫伊拉·瑪塔格的女醫師在照看一位陷入沒有腦功能的病人時，突然從病人口中聽見查爾斯喊她的聲音，使她詫異地回應：「查爾斯......」

## 演員
| 演員                             | 角色                                                                 |
| -------------------------------- | -------------------------------------------------------------------- |
| 休·傑克曼 Hugh Jackman           | 金鋼狼 / 詹姆士·「羅根」·赫雷特 （Wolverine / James"Logan" Howlett） |
| 派崔克·史都華 Patrick Stewart    | X教授 / 查爾斯·賽維爾 （Professor X / Charles"X"Xavier）             |
| 伊恩·麥克連 Ian McKellen         | 萬磁王 / 艾瑞克·藍歇爾 （Magneto / Erik Lehnsherr）                  |
| 芳姬·詹森 Famke Beumer Janssen   | 火鳳凰 / 琴·葛雷 （Dark Phoneix / Jean Grey）                        |
| 詹姆斯·馬斯登 James Paul Marsden | 獨眼龍 / 史考特·萨默斯 （Cyclops / Scott Summers）                   |
| 安娜·派昆 Anna Paquin            | 小淘氣 / 梅莉 （Rogue / Marie）                                      |
| 肖恩·阿什莫 Shawn Ashmore        | 冰人 / 鮑比·杜瑞克 （Iceman / Bobby Robert Drake）                   |
| 丹尼爾·庫德摩爾 Daniel Cudmore   | 鋼人 / 彼得·拉斯普廷 （Colossus / Peter Resputing）                  |
| 艾倫·史丹佛 Aaron Stanford       | 火人 / 約翰·艾勒戴斯 （Pyro / John Allerdyce）                       |
| 麗貝卡·羅梅恩 Rebecca Romijn     | 魔形女 / 瑞雯·多克倫 （Mystique / Raven Darkhölme）                  |
| 荷莉·貝瑞 Halle Maria Berry      | 暴風女 / 奧洛羅·夢洛 （Storm / Ororo Moonroe）                       |
| 凱西·葛雷莫 Kelsey Grammer       | 野獸 / 漢克·麥考伊 （Beast / Hank Macoy）                            |
| 維尼·瓊斯 Vinnie Jones           | 紅坦克 / 凱恩·馬可 （Juggernaut / Cain Marko）                       |
| 艾倫·佩姬 Ellen Page             | 幻影貓 / 琪蒂·普萊德 （Shadowcat / Katherine "Kitty" Pryde）         |
| 班·福斯特 Ben Foster             | 天使 / 沃倫·沃辛頓三世 （Angel / Warren Worthington III）            |

## 製作
主體拍攝於2005年8月2日開始，於溫哥華進行製作。

## 發行

### 評價
爛番茄新鮮度58%，基於236條評論，平均分為5.92/10，而在Metacritic上得到58分
，IMDB上得6.7分。

### 票房
美國於2006年5月26日上映，首週末收穫122,861,157美元位居當週冠軍，且打破了陣亡將士紀念日的票房紀錄。
| 上一届： 《達文西密碼》 | 2006年全美週末票房冠軍 5月28日          | 下一届： 《同床異夢》 |
| 上一届： 《達文西密碼》 | 2006年英國週末票房冠軍 5月28日 - 6月4日 | 下一届： 《天魔》     |

## 備註
1. ↑  依照電影上映順序。
2. ↑  這暗示到X教授並未完全被殺死，而是通過將自己的意識轉移到該名昏迷患者的身體中得以倖存；這也呼應了在電影開頭X教授在倫理課中提出的討論：可不可以將一位有四個孩子的罹癌父親的意識轉移到一位器官和神經系統正常但毫無意識的病人身上。其後在電影DVD的討論中，X教授被證實在身體粉碎後竭盡全力將自己的所有意識轉移到自己的腦死亡患者雙胞胎兄弟P·賽維爾身上。由於P·賽維爾天生腦死亡而長期處於昏迷狀態（嬰兒時期的查爾斯發育過度但無法控制並無法放鬆自己的力量，最終在子宮內煎炸了兄弟的大腦，導致P·賽維爾出生時腦死亡而一直昏迷），X教授無法在他的身體裡行走，不得不繼續使用輪椅。

## 外部連結
- 互联网电影数据库（IMDb）上《X戰警：最後戰役》的资料（英文）
- AllMovie上《X戰警：最後戰役》的资料（英文）
- 爛番茄上《X戰警：最後戰役》的資料（英文）
- Metacritic上《X戰警：最後戰役》的資料（英文）
- Box Office Mojo上《X戰警：最後戰役》的資料（英文）
- Yahoo奇摩電影上《X戰警：最後戰役》的資料（繁體中文）
- 開眼電影網上《X戰警：最後戰役》的資料（繁體中文）
- 时光网上《X戰警：最後戰役》的資料（简体中文）
- 豆瓣电影上《X戰警：最後戰役》的資料 （简体中文）